# Милан Табаковић
Милан Табаковић (Арад, 2. август/14. август 1860 — Нови Сад 10. септембар 1946) био је српски архитекта.

## Биографија
Породица Табаковић изнедрила је неколико значајних уметника. Миланов син, Ђорђе Табаковић један је од најзначајнијих архитеката новосадске модерне архитектуре, док је Иван Табаковић био професор на Београдској уметничкој академији и признати сликар. Миланова ћерка Марија је мајка познатог српског архитекте Предрага Ристића.  У родном месту је завршио основну школу и гимназију. Под утицајем брата Александра, уписао је студије архитектуре у Будимпешти. Током студија, морао је да се сналази, те је радио на грађевинама и у архитектонским бироима. На овај начин стицао је искуства и упознао се са свим фазама у градитељству. Након дипломирања на Архитектонском одсеку Техничког факултета у Будимпешти, провео је две године као стипендиста Арадске индустријске коморе на студијском путовању. Током овог путовања, упознао се са тадашњим архитектонским достигнућима у престоницама Немачке, Француске и Енглеске. По повратку са путовања, кратко време је радио у једном архитектонском бироу. Већ 1892. године, отворио је сопствени пројектни биро. Бавио се пројектовањем, а касније и предузимачким пословима. Са супругом Јулком (рођена Петровић), имао је четворо деце - синове Ђорђа и Ивана и ћерке Олгу и Марију. 1928. године, са породицом се преселио у Нови Сад у којем је остао до краја живота.
Умро је 1946. године. Сахрањен је на Алмашком гробљу у Новом Саду.

## Стваралаштво

### Стил
Први пројекти Милана Табаковића одликују се елементима позног историцизма. У њима је јасно наглашен осећај за детаље и декоративност, али са необарокном и неоренесансном орнаментиком. Каснији пројекти су у стилу сецесије и тада веома заступљеног арт нувоа. Последњи Табаковићеви пројекти имају модерније форме. 

### Дела
Највећи број објеката које је пројектовао Милан Табаковић налазе се у Араду. Миноритска црква у Араду (данас Румунска католичка црква) сматра се његовим најзначајнијим делом и споменик је културе у Румунији. Трговачка школа, Палата пољопривредног друштва, Учитељски конвикт, Најамна зграда српске православне општине и данас красе центар Арада. У Новом Саду пројектовао је зграду Српске гимназије, у Зрењанину зграду Српске православне општине. Три зграде у Кикинди, саграђене према његовим пројектима, део су Градског језгра Кикинде - (Лепедатова палата, некадашњи биоскоп Звезда и зграда некадашње Привредне банке (данас Пореска управа).